# Tall al-Amara
Tall al-Amara (arab. تل العمارة) – miejscowość w Syrii, w muhafazie Aleppo. W 2004 roku liczyła 1050 mieszkańców.